# Pseudoceles obscurus
Pseudoceles obscurus är en insektsart som först beskrevs av Boris Petrovich Uvarov 1927.  Pseudoceles obscurus ingår i släktet Pseudoceles och familjen gräshoppor.

## Underarter
Arten delas in i följande underarter:
- P. o. obscurus
- P. o. lateritius